# 万润南
萬潤南（1946年10月29日—），江蘇宜興人，中国計算機軟件工程師、企業家、異議人士。1984年創辦四通公司，1989年因六四事件流亡海外。在海外期間成立民主中國陣線，并曾擔任過秘書長、主席，現居住于法國。

## 生平

### 早年
萬潤南來自宜興萬氏耕讀世家，先祖包括明朝禮部尚書萬士和等。祖父萬培根（字篤生），父萬達邦。萬潤南1970年畢業于清華大學。之後被分配到河北承德鐵路局接受“工農兵再教育”。1978年在中国科学院担任工程师。1984年曾在美国佛羅里達大學进行过短期培训。

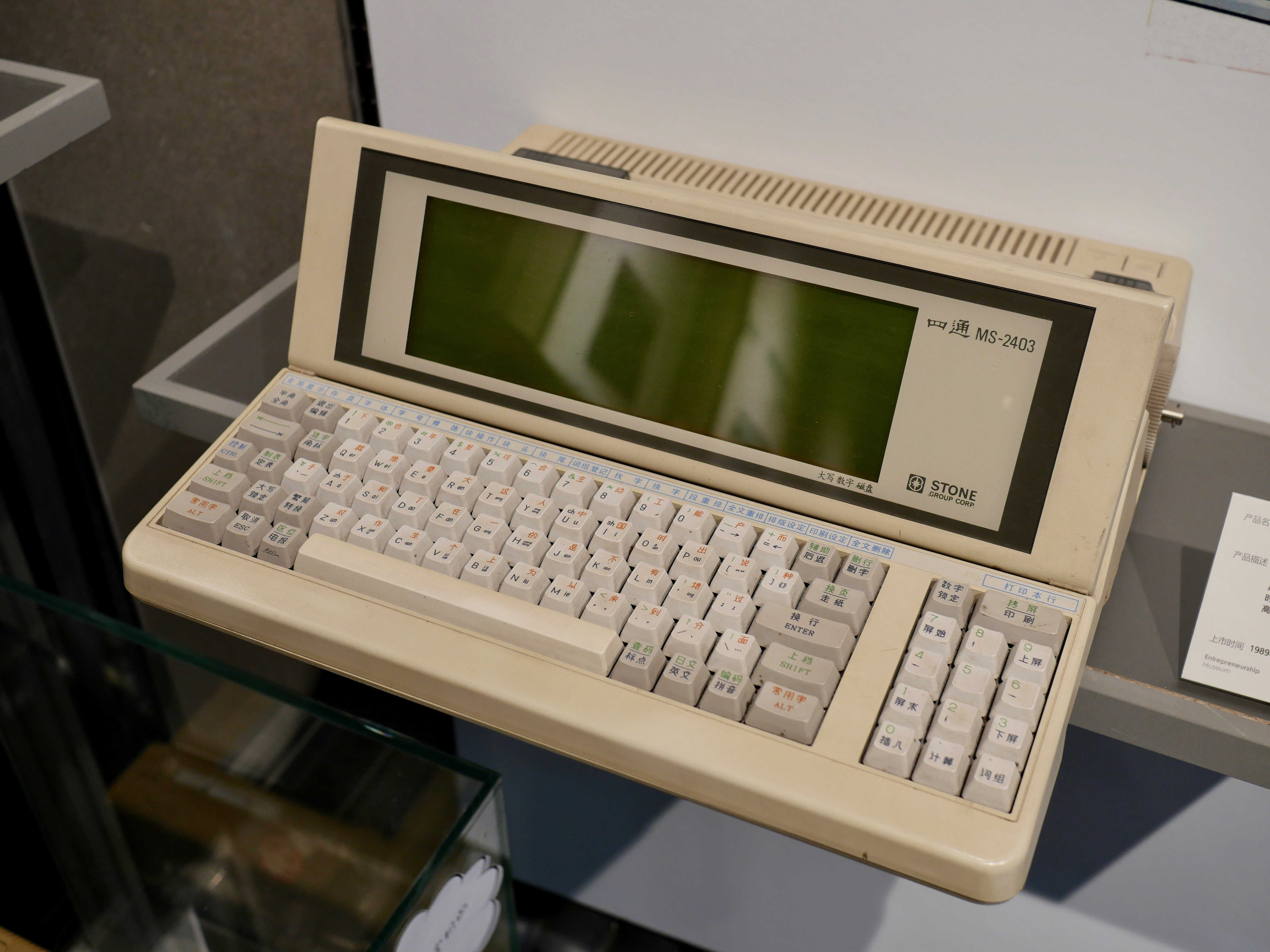
四通打字机 MS-2403

### 创立四通公司
万润南1984年5月16日在北京中關村创立四通公司，該公司主要以生產、銷售電子產品為主。万润南等七人用2万元借款起家，1987年营业额竟达5个亿。1988年有职工700多名，在北京建立了电子元器件、电脑技术等8个专业公司，在上海、长沙、乌鲁木齐、深圳等100多个地区建立了分公司，办事处或经销机构。

### 流亡海外
1989年六四事件，萬潤南因支持學生運動，被中華人民共和國政府通緝，後流亡海外。
1989年9月，因“六四事件”流亡海外的异议人士在法國巴黎成立民主中國陣線組織，萬潤南任命為秘書長。隨後，萬潤南當選“民陣”第二、第三任主席。

## 作品
| 序号 | 著作                   | 出版社     | 发行日期  |
| ---- | ---------------------- | ---------- | --------- |
| 1    | 《清華歲月》           |            |           |
| 2    | 《童年記憶》           |            |           |
| 3    | 《萬歌詩詞》           |            |           |
| 4    | 《商海雲帆——四通故事》 | 天語出版社 | 2013年6月 |

## 外部連結
- 1988年中央電視台採訪四通公司，《四通人》(1)（页面存档备份，存于），(2)（页面存档备份，存于），(3)（页面存档备份，存于）
- 獨立中文筆會萬潤南專頁（页面存档备份，存于）